# Tomur-Naturreservat

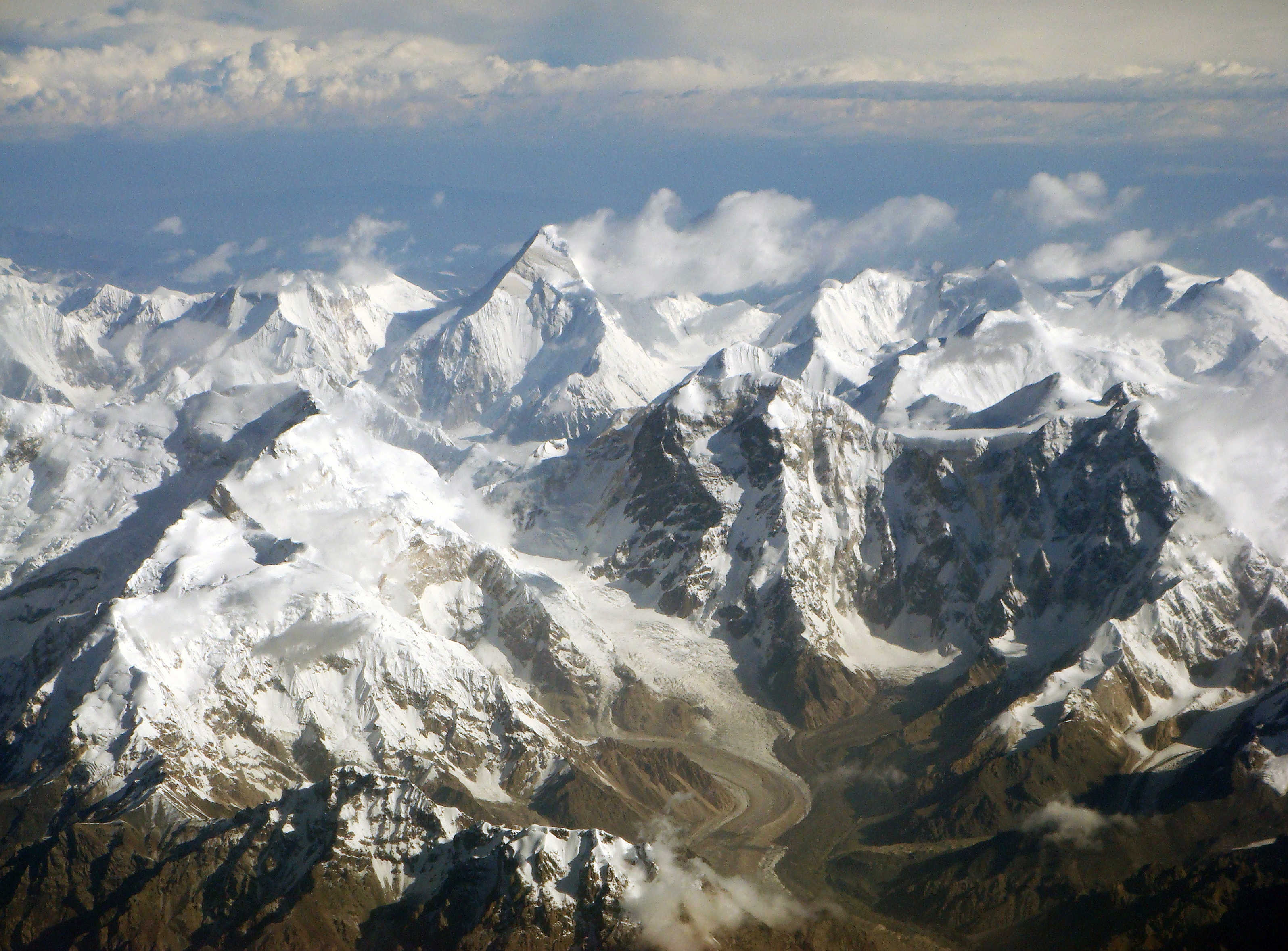
Hochgebirgsregion im Tomur-Naturreservat mit (vlnr) dem Ostgipfel des Dschengisch Tschokusu, dem Pik Wojennych Topografow, dem Pik Rapassow und hinten in der Mitte dem Khan Tengri

Das Tomur-Naturreservat (托木尔峰自然保护区 Tomur Peak National Nature Reserve) ist ein Naturschutzgebiet im Uigurischen Autonomen Gebiet Xinjiang im Nordwesten der Volksrepublik China. Es liegt im Tian-Shan-Gebirge und beherbergt seltene Arten wie den Schneeleoparden.

## Geographie
Das Tomur-Naturreservat liegt im Kreis Aksu Konaxeher (Wensu) des Regierungsbezirks Aksu in der Zentralkette des Tian-Shan-Gebirges, das die höchsten Berge enthält. Mehrere Gipfel erreichen Höhen von 6500 m und mehr. Die Kernzone des Reservats ist 4000 Quadratkilometer groß. 
Benannt ist das Naturreservat nach dem in ihm liegenden Berg Dschengisch Tschokusu oder Tomur (7439 m), der zugleich der höchste Gipfel Xinjiangs und des Tian Shan ist. Auch der zweithöchste Berg Xinjiangs und des Tian Shan, der Khan Tengri (7010 m), liegt in dem Naturreservat.

## Fauna
Das Reservat ist eines der größten Schutzgebiete für den bedrohten Schneeleoparden im Nordwesten Chinas. In den 1980er Jahren wurde die Schneeleopardenpopulation auf etwa 15 Tiere geschätzt. Die Bestände sind seit dem allerdings gestiegen. Zwei Untersuchungen der Jahre 2004 und 2005 kamen auf schätzungsweise 40–65 beziehungsweise 80–130 Tiere im Reservat. Neben dem Schneeleoparden kommen Wölfe, Rotfüchse, Sibirische Steinböcke, Argalis, Steinadler, Bartgeier, Altaikönigshühner und Chukarhühner vor.